# Mia Rej
Mia Rej Bidstrup, född 2 februari 1990 i Valby, Köpenhamn, är en dansk handbollsspelare (mittnia).

## Karriär
Mia Rej började spela handboll i Ajax Köpenhamn och BK Ydun. Hon fortsatte sedan  till klubben Nordköpenhamn Håndbold 2008 och året efter till FCK Håndbold. Hon spelade som proffs i Roskilde 2010 till februari 2012, då kontraktet bröts. Mia Rej kom i slutet av H65 Höörs första säsong till den svenska klubben och var med och räddade kontraktet för klubben. Nästa säsong vann Mia Rej MEP-ligan i den svenska elitserien. 2014 var hon med om att ta hem EHF Challenge Cup för H65. I slutet av sin spelperiod för H 65 Höör blev Mia Rej knäskadad i semifinalen mot Sävehof den 14 maj 2014. Det visade sig vara en korsbandsskada. Då var hon redan klar för danska klubben København Håndbold.
Mia Rej kom tillbaka efter sin skada och spelade mycket bra i sin nya klubb. Hon blev utsedd till årets spelare i Köpenhamn båda säsongerna 2015-2016 och 2016-2017. Hon var bästa målskytten i klubben med 92 respektive 154 mål dessa säsonger. Klubben tog silver i Danska Mästerskapet (DM) 2017. 2016 fick Mia Rej debutera i danska landslaget efter att tidigare bara ha spelat i ungdomslandslaget. Handbollskanalen beskrev i november 2017 Mia Rej som "glödhet" i danska ligan. 2018 tog København Håndbold hem danska mästerskapstiteln. Klubben vann den avgörande finalen över Odense med 26-25. Mia Rej var bästa målgörare i finalen. Mia Rej blev åter korsbandsskadad i en landskamp mot Polen i september 2018. Efter att ha kommit tillbaka från skadan, vilket hon visade genom att vinna danska skytteligan 2019-2020. Säsongen efteråt spelade Mia Rej  för Köpenhamn men bytte mitt i säsongen den 28 december 2020 till Odense. Hon blev sedan dansk mästare i handboll med Odense 2021.

## Landslaget
Mia Rej gjorde debut i det danska landslaget 26 år gammal den 9 mars 2016 mot Ryssland i EM kval. Hon drabbades av skador och mästerskapsdebuterade först i VM 2019. Hon spelade för Danmark i EM 2020 under hela turneringen.  Hon var med i VM 2021 i Spanien och vann en bronsmedalj. En meniskskada före EM 2022 höll henne borta från EM.